# Culex arbieeni
Culex arbieeni är en tvåvingeart som beskrevs av Salem 1938. Culex arbieeni ingår i släktet Culex och familjen stickmyggor. Inga underarter finns listade i Catalogue of Life.